# آذرگشنسپ
آذرگُشنَسپ از سرداران ساسانی و چهارمین مرزبان ارمنستان ساسانی از ۴۶۵ تا ۴۸۱ بود.

## زندگینامه
در ۴۶۵، شاه ساسانی، پیروز یکم، آذرگشنسپ را مرزبان ارمنستان ایران کرد و او جانشین آذرهرمزد شد. در ۴۷۵، پرنسس مامیکونیانی، شوشَنیک، بدست شوهرش وارسکن کشته شد که به دین مزدیسنا گرویده بود، چرا که همسرش از گرویدن به آیین زرتشت سرباززده بود و همچنان می‌خواست مسیحی بماند. وارسکن سپس توسط واختانگ یکم، شاه ایبری، اعدام شد. پیروز یکم سپاهی برای کیفر دادن واختانگ برای این کارش فرستاد. با این حال، ارمنی‌ها به واختانگ پیوستند و شورشی در ارمنستان روی داد که واهان یکم مامیکونیان آن را رهبری می‌کرد. آذرگشنسپ سپس از دوین گریخت و در آرتاشات پناه گرفت و برنامه‌ای برای یک ضدحمله چید. شورشیان سپس ساهاک دوم باگراتونی را مرزبان جدید ارمنستان کردند. آذرگشنسپ ارتشی با ۷ هزار سوار فراهم کرد و در آکوری به ارمنی‌ها تاخت، ولی شکست خورد و کشته شد.